# Václav Pankovčín
Václav Pankovčín (ur. 21 maja 1968 w Humenném, zm. 18 stycznia 1999) – słowacki pisarz, autor opowiadań, powieściopisarz.
W swoich utworach ukazywał wschodnią Słowację. Jest autorem siedmiu książek prozatorskich. W Polsce ukazał się Marakesz, zawierający utwór tytułowy oraz minipowieść Trzy kobiety pod orzechem (1996). Marakesz to literacka wersja Papína, małej karpackiej wioski leżącej w zapomnianej, odległej od Bratysławy części kraju. Z jej perspektywy pisarz rysuje sarkastyczny obraz przemian ustrojowych zachodzących po upadku komunizmu.